# Савоськинское сельское поселение
Савоськинское сельское поселение — муниципальное образование в Зимовниковском районе Ростовской области. 
Административный центр поселения — хутор Савоськин.

## Административное устройство
В состав Савоськинского сельского поселения входят:
- хутор Савоськин;
- хутор Калинин;
- хутор Курячий;
- хутор Нововеселый.

## Население
| 2010  | 2012  | 2013  | 2014  | 2015  | 2016  | 2017  |
| ----- | ----- | ----- | ----- | ----- | ----- | ----- |
| 1238  | ↘1196 | ↘1186 | ↘1145 | ↘1133 | ↘1113 | ↘1100 |
| 2018  | 2019  | 2020  | 2021  |       |       |       |
| ↘1093 | ↘1082 | ↘1045 | ↘1016 |       |       |       |